# 新月似金星介
新月似金星介（学名：Paracypris lunata）为副金星介科似金星介屬下的一个种。